# Жестова мова
Жестова мова — це вид спеціального  письма, який дає змогу позначати цілі  слова, а також літери алфавіту певними жестами.  Жестову мову для обміну інформацією використовують як люди з вадами  голосових зв'язок та слуху, так і  люди без таких вад. Відповідно розрізняють: а) жестова мова для людей без вад органів мовлення (наприклад, в австралійських племенах вдови після смерті чоловіків рік розмовляють лише жестовою мовою); б) жестова мова для людей з вадами органів мовлення — глухих чи слабкочуючих (таких людей за наявними даними від 0,4 до 1,5 %). Жестова мова за своїми можливостями не поступається звуковим мовам, хоча соціально має нижчий статус.[неавторитетне джерело].

## Історія
Згідно з гіпотезою американського дослідника історії походження мови Г. Хьюза, запропонованій у 1973 р., звуковій мові людей передувала жестова мова, яка почала спонтанно виникати 3 млн років до н. е. Потім жестова мова стала доповнюватися мовою 20 або 40 звуків. Лише за 100 тис. років до н. е. мова звуків остаточно витіснила жестову мову. Посилено розвиватися звукова мова почала лише останні 100…40 тис. років до н. е.
Сучасні жестові мови розвинулися через різні обставини. Зокрема в Середньовіччі доволі поширеними були монастирські жестові мови, що використовувалися ченцями в періоди обмеження голосового спілкування. З XVIII ст. розпочався особливий розвиток жестової мови, та її поширення в світі. Діяльність Шарля-Мішеля Епе - основоположника сурдопедагогіки, посприяла поширенню та популяризації жестової мови.
Хоча жестові мови з'явилися в середовищі глухих людей поряд з розмовними мовами, вони не пов'язані ними та мають інші граматичні структури в своїй основі. Залежно від виникнення цих мов, вони мають власні особливості та походження.

### Поширення в Україні
В Україні жестова мова існує близько двох століть, тобто, з того часу, як з'явилися перші осередки та громади глухих, і, відповідно, спеціальні школи для глухих дітей (Львівська школа для глухих дітей була відкрита у 1830 році, Одеська — у 1843 році).
За даними Мінсоцполітики України на 2021 рік, для понад 40 000 українців жестова мова є головною можливістю комунікувати та взаємодіяти, а для понад 200 000 українців вона є рідною.
Наприкінці квітня 2024 року, українська команда школярів з Політехнічного ліцею КПІ імені І. Сікорського перемогла на міжнародному хакатоні зі ШІ з проєктом ConnectAbility, який допомагає вивчати та озвучувати жестову мову. У фіналі українські підлітки змагалися з командами з Великої Британії, Туреччини, Казахстану й Таїланду.
23 вересня (щорічно) — відзначається Міжнародний день жестових мов.

## Класифікація жестових мов
Жестові мови можна класифікувати за різними параметрами:
- За основним контингентом осіб, що користуються ними, їх можна розділити на мови тих, хто чує та говорить, і мови глухих та німих;
- З функціональної точки зору — на допоміжні та основні мови;
- За ступенем автономності від звукових мов, вони утворюють багатовимірну шкалу: на одному її полюсі розташовуються мови, структура яких ніяк не пов'язана зі звуковими мовами, а на іншому — ті, що цілком ґрунтуються на якійсь звуковій мові і по суті, як і друкований текст, є перекодуванням звукової мови.

Жестові мови, що використовуються при комунікації між людьми без вад органів мовлення, майже завжди мають допоміжний характер і застосовуються поряд зі звуковими. При відносно малій кількості джерел задокументованої інформації про них, у минулому подібні мови були добре розвинені у багатьох суспільствах, та використовувалися у таких ситуаціях як ритуальне мовчання, комунікація на значній відстані, полювання тощо. Ступінь їх автономності від звукових мов і діапазон виражальних можливостей багато в чому залежали від їх місця в культурі відповідних народів та соціальних груп. Ймовірно, найбільш розвинені жестові мови існували в аборигенів Австралії.

### Генетична класифікація[fr]
- Монастирські жестові мови
- Жестові мови австралійських аборигенів[en], близько 20 мов.
- Жестова мова північноамериканських індіанців
- Сім'я британської жестової мови[en]
- Данська сім'я жестових мов[en]
- Французька сім'я жестових мов[en]
- Німецька сім'я жестових мов[en]
- Японська сім'я жестових мов[en]
- Індо-пакистанська сім'я жестових мов[en]
- Шведська сім'я жестових мов[en]
- Арабська сім'я жестових мов[en]
- Ізольовані жестові мови[en]